# کورنات دآددا
کورنات دآددا (به ایتالیایی: Cornate d'Adda) یک کومونه در ایتالیا است که در استان مونتزا و بریانتزا واقع شده‌است.

## خصوصیات
کورنات دآددا ۱۳٫۶ کیلومترمربع مساحت و ۱۰٬۷۱۰ نفر جمعیت دارد.